# Akihisa Ikeda
Akihisa Ikeda (japanisch 池田晃久 Ikeda Akihisa; * 25. Oktober 1976 in Miyazaki) ist ein japanischer Mangaka. Sein bekanntestes Werk ist Rosario + Vampire.

## Künstlerisches Schaffen
Ikedas erstes Werk erschien 2002 und trug den Namen Kiruto und war eine vierteilige Fantasy-Actionserie. Sein bekanntestes Werk Rosario + Vampire erschien im Gekkan Shōnen Jump, wie zuvor auch Kiruto. Rosario + Vampire wurde 2007 mit dem Umzug ins Magazin Jump Square als Season II fortgesetzt. Der Manga, als Anime und Hörspiel adaptiert und in mehreren Ländern erfolgreich veröffentlicht, erschien ab 2009 auch auf Deutsch. Nach dem letzten, 14. Band von Rosario + Vampire Season II erschienen keine umfangreicheren Werke mehr von Ikeda. Im Dezember 2014 erschien als letztes die Kurzgeschichte Nan Made Nara Koroseru?, die in Zusammenarbeit mit Autor NisiOisin entstand.
Akihisa Ikeda berichtet, dass er schon als kleiner Junge ein Fan von Monstern, besonders von Vampiren, war. Auch las er gerne Detektiv- und Horror-Geschichten und wurde wohl von diesen inspiriert.

## Bibliografie
- Kiruto (2002, 4 Bände)
- Rosario + Vampire (2004–2014, 24 Bände)